# Felix Timmermans
Leopold Maximiliaan Felix Timmermans (Lier, 5 luglio 1886 – Lier, 24 gennaio 1947) è stato uno scrittore belga.
Seguì per breve tempo i corsi della scuola di Belle Arti di Lier. Prima della celebre raccolta di novelle Crepuscoli della morte, del 1919, ottenne un buon successo con quella che resta la sua opera più nota, il romanzo Pallieter, del 1916, celebrazione della bellezza e della fecondità della natura,
L'amore per la pittura e il legame con gli scrittori classici fiamminghi sono individuabili nel racconto Le bellissime ore della damigella Sinforosa beghina, del 1918; in Anna-Marie, del 1921 e ne Il parroco della vigna fiorita, del 1923. Sue sono anche biografie di buon livello come Brueghel, del 1928; L'arpa di San Francesco, del 1932 e la biografia romanzata del pittore Adriaan Brouwer, del 1948 (postuma).
Del 1935 è l'opera Salmo contadino che con Pallieter segna l'apice della produzione letteraria di Timmermans, forte quadro di vita fiamminga che si impone per la sua sobrietà. Timmermans è stato candidato tre volte al Premio Nobel per la letteratura.

## Opere
- 1907: Door de dagen. Poesie, con un'introduzione di van Polleke van Mehr
- 1909: "Ecce-Homo" en het bange portieresken (later opgenomen in "Begijnhofsproken")
- 1910 : Schemeringen van de dood - Crepuscoli della morte, pubblicato nel 1919.
- 1912 : Begijnhofsproken (omvattend : Binnenleiding - De waterheiligen - De sacrificie van zuster Wivina - De aankondiging of de strijd tussen Elias en de Antikrist - "Ecce-Homo" en het bange portieresken - Van zuster Katelijne en 't Lievevrouwken - Het fonteintje - Buitenleiding)
- 1916 : Pallieter, romanzo
- 1917 : Het kindeke Jezus in Vlaanderen
- 1918 : De zeer schone uren van juffrouw Symforosa, begijntje - Le bellissime ore della damigella Sinforosa beghina, racconto
- 1919 : Boudewijn, fiaba allegorica con animali, in versi
- 1921 : Anna-Marie, racconto
- 1921 : Karel en Elegast, adattamento
- 1922 : De vier heemskinderen, adattamento
- 1922 : Uit mijn rommelkast. Rond het ontstaan van "Pallieter" en "Het kindeke Jezus in Vlaanderen"
- 1922 : Mijnheer, piéce teatrale
- 1923 : Driekoningentriptiek
- 1923 : De ivoren fluit, piccole storie
- 1924 : De pastoor uit den bloeyenden wijngaerdt - il parroco della vigna fiorita, racconto
- 1924 : Pieter Brugel. Biografia fino al 31 maggio 1924
- 1924 : Het keerseken in den lanteern (contiene : De nood van Sinter-Klaas - Het masker - Het nachtelijk uur - In de koninklijke vlaai - 't Nonneke Beatrijs - Het verbeternishuis - De eeuwige stilte - Het eerste communiekantje - Het verksken - De begrafenis van Matantje - De verliefde moor - Zomerkermissen - O. L. Vrouw der visschen - Landelijke processie - De kerstmis-sater - Sint-Gommarus - De kistprocessie - Ambiorix)
- 1924 : En waar de sterre bleef stille staan - piéce teatrale
- 1924 : Het kleuterboek.
- 1925 : Schoon Lier
- 1925 : De oranjebloemekens (in Vierde Winterboek van de wereldbibliotheek)
- 1926 : Naar waar de appelsienen groeien
- ? : In De Fortuin
- 1926 : Het hovenkierken Gods
- 1926 : Leontientje - piéce teatrale
- 1928 : Pieter Bruegel, zoo heb ik uit uwe werken geroken
- 1929 : Het werk van Fred Bogaerts (introduzione di Felix Timmermans)
- 1930 : De hemelsche Salomé (toneelspel)
- 1931 : De wilgen (In "De stad")
- 1932: De harp van Sint-Franciscus
- 1933: Pijp en toebak (contiene: De lange steenen pijp - Rond een plaats van portier - Het konijn - Het geheim der wilgen - In 't Kruis, café chantant - Het liefdekabinet - De moedwillige verkenskop - De heilige kraai - De dinsdagsche heilige - Het gehiem - De oranjebloemekens - Mademoiselle de Chanterie - Twee vertellingen voor mijne kinderen: De uil, Het zegevierend haasje)
- 1934: De kerk van Strijthem (In Kerstboek 1934)
- 1934: Bij de krabbekoker
- 1935: Boerenpsalm - Salmo contadino, romanzo
- 1936: Het Vlaamsche volksleven volgens Pieter Breughel
- 1937: Het jaar des heeren (Karl Heinrich Waggerl - tradotto dal tedesco)
- 1938: Het kindeke Jezus in Vlaanderen (adattato al teatro da Karl Jacobs)
- 1938: Het filmspel van Sint-Franciscus - L'arpa di San Francesco
- 1941: De familie Hernat
- 1942: Vertelsels (heruitgegeven in 1986) (comprende: De goede helpers, Perlamoena, De juwelendiefstal, De uil, Prinses Orianda en het damhert, Jef soldaat, Sint-Nicolaas en de drie kinderen, De dag der dieren, Anne-Mie en Bruintje, Het visserke op de telloor, Onze-Lieve-Heer en de koei, De bende van de Onzichtbare Hand, Het verken als kluizenaar, Pitje Sprot, De nood van Sinterklaas, Het zegevierend haasje, Het verkske, Jan de kraai)
- 1942: Kindertijd (storia in Bloei)
- 1943: Die sanfte Kehle (piéce teatrale dal titolo originale: De zachte keel) (riproposto nel 2006 dal Felix-Timmermans Kring)
- 1943: Minneke-Poes
- 1943: Oscar Van Rompay
- 1943: Isidoor Opsomer
- 1943: Pieter Bruegel - piéce teatrale
- 1943: Een lepel herinneringen
- 1944: Vertelsels II
- 1944: Anne-Mie en Bruintje
- 1945: Vertelsels III
- 1947: Adagio - poesie
- 1948: Adriaan Brouwer - biografia